# 齋藤泰雄

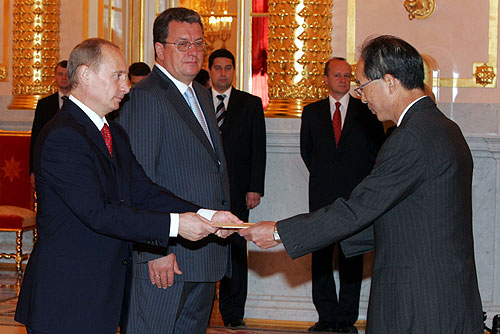
ウラジミール・プーチンとの信任状奉呈式に臨む齋藤泰雄（右）（2006年7月）

齋藤 泰雄（さいとう やすお、1948年（昭和23年）1月5日 - ）は、日本の外交官。元・フランス国駐箚特命全権大使。日本オリンピック委員会副会長。

## 経歴
岡山県出身。金光学園中学校・高等学校から東京大学法学部へ進学。東京大学在学中の1970年（昭和45年）外務上級試験に合格、翌1971年（昭和46年）東大を中退して外務省に入省した。
- 1970年（昭和45年）9月5日 昭和45年度外務公務員採用上級試験最終合格[2]
- 1987年（昭和62年）8月17日 経済局開発途上地域課長[3]
- 1989年（平成元年）1月20日 大臣官房[4]
- 1989年（平成元年）2月 経済協力局無償資金協力課長
- 1991年（平成3年）4月1日 アジア局北東アジア課長[5]
- 1991年（平成3年）11月5日 外務大臣秘書官事務取扱 [6]
- 1993年（平成5年）8月9日 欧亜局西欧第一課長兼西欧第二課長[7]
- 1994年（平成6年）7月 大臣官房人事課長
- 1996年（平成8年）7月1日 大臣官房外務参事官兼欧亜局[8]
- 1997年（平成9年）8月 在アトランタ日本国総領事館総領事[9]
- 2000年（平成12年）4月 ユネスコ日本政府代表
- 2001年（平成13年）1月6日 在フランス日本国大使館特命全権公使[10]
- 2001年（平成13年）8月 欧州局長
- 2003年（平成15年）5月から駐サウジアラビア大使
- 2006年（平成18年）4月から駐露大使
- 2009年（平成21年）5月1日 フランス国兼アンドラ国駐箚特命全権大使
- 2012年（平成24年）6月 味の素株式会社 社外取締役[11]。
- 2013年（平成25年）6月 公益財団法人日本オリンピック委員会常務理事就任[12][13]
- 2013年（平成25年）7月 フランス共和国国家功労勲章グラントフィシエ受章[14]
- 2017年（平成29年）6月 日本オリンピック委員会副会長就任[15]。
- 2018年（平成30年）2月 平昌オリンピック日本選手団団長
- 2022年（令和4年）4月 瑞宝重光章受章[16]。

## 人物
外務省ではフレンチスクールに分類される。2002年に、アトランタ総領事時代の部下が起こした公金横領事件で監督責任を問われて訓戒処分を受けている。外務省欧州局長当時は、鈴木宗男衆議院議員が絡んだ不正入札疑惑で機密文書漏洩などの責任を問われ、厳重注意処分を受けている。